# Commitment
Commitment (também chamado de Seal 6: Commitment) é o sétimo álbum de estúdio do cantor e compositor britânico Seal, lançado em 2010. 
| Críticas profissionais                                                      | Críticas profissionais |
| Avaliações da crítica                                                       | Avaliações da crítica  |
| Fonte                                                                       | Avaliação              |
| --------------------------------------------------------------------------- | ---------------------- |
| allmusic                                                                    | [ 1 ]                  |
| The Guardian                                                                | [ 2 ]                  |
| Esta tabela precisa de ser acompanhada por texto em prosa. Consulte o guia. |                        |

## Faixas
| #   | Faixa                    | Compositores                                        | Duração |
| --- | ------------------------ | --------------------------------------------------- | ------- |
| 1.  | "If I'm Any Closer"      | Seal, Gus Isidore                                   | 3:29    |
| 2.  | "Weight of My Mistakes " | Seal, Gus Isidore, Marcus Brown, Mark Summerlin     | 4:20    |
| 3.  | "Silence"                | Seal, Gus Isidore                                   | 4:11    |
| 4.  | "Best of Me"             | Seal, Gus Isidore                                   | 4:23    |
| 5.  | "All for Love"           | Seal                                                | 4:03    |
| 6.  | "I Know What You Did"    | Seal, David Foster, Mark Summerlin                  | 3:37    |
| 7.  | "The Way I Lie"          | Seal, Peter John Vettese, Gus Isidore, Marcus Brown | 4:34    |
| 8.  | "Secret"                 | Seal                                                | 3:21    |
| 9.  | "You Get Me"             | Teitur Lassen, Pam Sheyne                           | 4:27    |
| 10. | "Letting Go"             | Seal, Gus Isidore, Mark Summerlin                   | 3:58    |
| 11. | "Big Time"               | Seal, Gus Isidore                                   | 4:04    |

## Desempenho nas paradas
| Paradas (2010) | Melhor posição |
| -------------- | -------------- |
| Austrália      | 47             |
| Áustria        | 48             |
| Flandres       | 25             |
| Valônia        | 5              |
| Canadá         | 24             |
| Países Baixos  | 19             |
| Europa         | 12             |
| Finlândia      | 27             |
| França         | 5              |
| Alemanha       | 46             |
| Hungria        | 12             |
| Portugal       | 15             |
| Espanha        | 17             |
| Suécia         | 31             |
| Suíça          | 8              |
| Reino Unido    | 11             |
| Estados Unidos | 31             |